# Bez Dogmatu
Bez Dogmatu – kwartalnik kulturalno-polityczny założony w 1993 r.
Czasopismo powstało jako pismo niezależne, niebędące organem żadnej partii, ugrupowania ani stowarzyszenia. Promuje idee wolnomyślicielstwa i humanizmu, często jest krytyczne wobec przejawów ideologizacji i klerykalizacji życia w Polsce.
Wydawcą kwartalnika jest Fundacja Instytut Wydawniczy „Książka i Prasa”.